# Indeco Conversano
Ne pas confondre avec le club de handball masculin d'Handball Club Conversano.
Dernière mise à jour : 11 juillet 2017.
Le Amatori Handball Conversano ou Indeco Conversano, est un club italien de handball féminin basé à Conversano.

## Palmarès
compétitions nationales
- champion d'Italie (2) : 2015, 2016
- vainqueur de la coupe d'Italie (4) : 2015, 2016, 2017, 2018